# 獨佔交易
在競爭法中，獨占交易（Exclusive Dealing）是指批發商與零售商達成協議，令供應商不會供應相關商品或原材料予其他零售商。縱向合併往往被指是做成獨占交易的原因，因爲批發與零售均爲同一間公司所擁有。在大部分國家中，獨占交易違反競爭法，是反競爭行爲（Anti-Competitive Behaviour）之一。
獨占交易可以是市場門檻的其中一種。